# Spissistilus rubra
Spissistilus rubra är en insektsart som beskrevs av William D. Funkhouser. Spissistilus rubra ingår i släktet Spissistilus och familjen hornstritar. Inga underarter finns listade i Catalogue of Life.